# Philippe Lefebvre (réalisateur)
Pour les articles homonymes, voir Philippe Lefebvre et Lefebvre.
Philippe Lefebvre est un réalisateur et scénariste français né le 14 mai 1941 à Alger (Algérie).

## Biographie
Philippe Lefebvre est le frère jumeau de Patrick Lancelot. Il est marié à la productrice Catherine Barma.

## Filmographie succincte

### Réalisateur
- 1978 : Médecins de nuit, série télévisée, épisodes Michel, Jean-François, Hélène, Alpha, Anne et Christophe
- 1979 : Le Journal, série télévisée
- 1980 : La Traque, mini-série
- 1983 : Pablo est mort (TV)
- 1984 : Le Juge
- 1985 : Le Transfuge
- 1988 : Cinéma, téléfilm
- 1989 : Les Sirènes de minuit (TV)
- 1990-1991 : Renseignements généraux, série télévisée, épisodes Jeux dangereux (1990), Témoins en péril (1990) et Simon mène l'enquête (1991)
- 1991 : Antoine Rives, le juge du terrorisme (série)
- 1992 : Les Danseurs du Mozambique
- 1998 : Dossier: disparus : épisodes inconnus
- 2012 : Une nuit
- 2015 : Peplum (série télévisée)

### Assistant-réalisateur
- 1967 : Ne jouez pas avec les Martiens d'Henri Lanoë
- 1967 : Alexandre le bienheureux d'Yves Robert
- 1967 : La Motocyclette (The girl on a motocycle) de Jack Cardiff
- 1968 : Paris n'existe pas de Robert Benayoun
- 1969 : La Horse de Pierre Granier-Deferre
- 1971 : Le Chat de Pierre Granier-Deferre
- 1971 : La Veuve Couderc de Pierre Granier-Deferre
- 1971 : Liza (La cagna) de Marco Ferreri
- 1972 :  La Scoumoune de José Giovanni
- 1972 : Le Fils de Pierre Granier-Deferre
- 1973 : Le Train de Pierre Granier-Deferre
- 1974 : Borsalino & Co de Jacques Deray
- 1974 : La Race des seigneurs de Pierre Granier-Deferre
- 1974 : Peur sur la ville d'Henri Verneuil

### Directeur de production
- 1977 : seconde série Chapeau melon et bottes de cuir (The New Avengers), saison 2, épisode 4 : Le Lion et la licorne (The Lion and the Unicorn) de Ray Austin, épisode 8 : Le Long Sommeil, 1re partie : Le Réveil de l'ours (Kiss for Kill - Part One : The Tiger awakes), et épisode 9 : Le Long Sommeil, 2e partie : La Danse de l'ours (Kiss for Kill - Part Two : Tiger by the Tail)